# Girls in Chains
Girls in Chains is een Amerikaanse misdaadfilm uit 1943 onder regie van Edgar G. Ulmer.

## Verhaal
Ruth zit vast in een heropvoedingsgevangenis. Daar krijgt ze te maken met een wraakzuchtige leraar. Met de hulp van inspecteur Frank Donovan kan Ruth haar corrupte zwager in de gevangenis krijgen. De zus van Ruth is psychologe en ze heeft onlangs haar baan verloren door haar huwelijk met een misdadiger. Ze neemt nu een baan aan als lerares in de gevangenis. Zo leert ze dat haar man betrokken was bij enkele duistere zaakjes met de rentmeester van de school.

## Rolverdeling
| Acteur          | Personage        |
| --------------- | ---------------- |
| Arline Judge    | Helen Martin     |
| Roger Clark     | Frank Donovan    |
| Robin Raymond   | Rita Randall     |
| Barbara Pepper  | Ruth             |
| Dorothy Burgess | Mevrouw Peters   |
| Clancy Cooper   | Marcus           |
| Addison Randall | Johnny Moon      |
| Patricia Knox   | Jean Moon        |
| Sid Melton      | Pinkhead         |
| Russell Gaige   | Mijnheer Dalvers |
| Emmett Lynn     | Lionel Cleeter   |
| Richard Clarke  | Tom Havershield  |
| Betty Blythe    | Mevrouw Grey     |